# Dick King-Smith
Dick King-Smith, pseudonym för Ronald Gordon King-Smith, född 27 mars 1922 i Bitton, Gloucestershire, död 4 januari 2011 i Bath, Somerset, var en brittisk författare som bland annat har skrivit barnboken Fårgrisen. En hyllad filmatisering kom 1995.